# Mission: Impossible III (soundtrack)
Mission: Impossible III is de originele soundtrack van de gelijknamige film uit 2006, gecomponeerd door Michael Giacchino. Het album werd uitgebracht op 9 mei 2006 door Varèse Sarabande.
Nadat J.J. Abrams zich had aangemeld om Mission: Impossible III te regisseren, bracht hij veel van zijn frequente medewerkers naar de productie. Een daarvan was componist Michael Giacchino, die de partituur schreef. De filmmuziek voor Mission: Impossible III werd gedurende acht dagen opgenomen in de Sony Scoring Stage in Culver City, door het 112-koppig orkest Hollywood Studio Symphony onder leiding van Tim Simonec. De scoringsessie trok vele sterrenpersoonlijkheden aan, waaronder Jennifer Garner en Merrin Dungey (van J.J. Abram's Alias), Sarah Vowell (van The Incredibles), Dermot Mulroney, en Tom Cruise, die het orkest dirigeerde bij het "MI Theme". Rapper Kanye West nam een single op voor de soundtrack genaamd "Impossible" samen met Twista en Keyshia Cole, die diende als het themalied van de film in aanvulling op het originele Theme from Mission: Impossible van Lalo Schifrin.

## Track listing
Alle muziek is geschreven door Michael Giacchino.
| Nr. | Titel                                | Duur |
| --- | ------------------------------------ | ---- |
| 1.  | MI Theme                             | 0:51 |
| 2.  | Factory Rescue                       | 4:14 |
| 3.  | Evacuation                           | 2:46 |
| 4.  | Helluvacopter Chase                  | 3:15 |
| 5.  | Special Agent Lindsey Farris         | 2:46 |
| 6.  | Ethan and Julia                      | 1:24 |
| 7.  | Humpty Dumpty Sat On a Wall          | 5:55 |
| 8.  | Masking Agent                        | 3:41 |
| 9.  | Voice Capture                        | 2:41 |
| 10. | See You In The Sewer                 | 1:45 |
| 11. | Davian's Brought In                  | 2:06 |
| 12. | Bridge Battle                        | 4:13 |
| 13. | Davian Gets The Girl                 | 2:44 |
| 14. | IMF Escape                           | 2:44 |
| 15. | Disguise The Limit                   | 3:24 |
| 16. | Shang Way High                       | 3:39 |
| 17. | The Chutist                          | 1:59 |
| 18. | Hunting For Jules                    | 3:55 |
| 19. | World's Worst Last 4 Minutes To Live | 4:11 |
| 20. | Reparations                          | 3:36 |
| 21. | Schifrin and Variations              | 3:04 |